# John Gavin
John Gavin, właściwie John Anthony Golenor Pablos (ur. 8 kwietnia 1931 w Los Angeles, zm. 9 lutego 2018 w Beverly Hills) – amerykański aktor i polityk, laureat Złotego Globu dla najbardziej obiecującego aktora w 1958 za występ w filmie Czas życia i czas umierania (A Time to Love and a Time to Die). W latach 1981–1986 był amerykańskim ambasadorem w Meksyku. 

## Życiorys
Był w połowie Meksykaninem i mówił biegle po hiszpańsku. Urodził się w Los Angeles jako syn Juana Vincenta Apablasy i Delii Diany Pablos. Uczęszczał do St. John’s Military Academy i szkoły katolickiej Villanova Preparatory School w Ojai. Początkowo studiował ekonomię na Uniwersytecie Stanforda, a następnie zaciągnął się do United States Navy. W latach 1952–1955 brał udział w wojnie koreańskiej. 
Później zaczął otrzymywać pierwsze role filmowe, z których przełomowa okazała się rola Ernsta Graebera, młodego niemieckiego żołnierza, który w okresie klęsk ponoszonych przez wojska hitlerowskie dostaje urlop i postanawia w rodzinnym mieście zapomnieć o wojennej traumie; na miejscu staje się świadkiem upadku własnej ojczyzny, ale przeżywa wielką miłość w dramacie Czas życia i czas umierania (A Time to Love and a Time to Die, 1958). W kolejnych latach sławę zapewniły mu rolę w kinowych klasykach – dreszczowcu Psychoza (Psycho, 1960) Alfreda Hitchcocka, Spartakus (Spartacus, 1960) w reżyserii Stanleya Kubricka i Na wskroś nowoczesna Millie (Thoroughly Modern Millie, 1967) George’a Roya Hilla.
Obok działalności aktorskiej Gavin przez wiele lat był szefem związku zawodowego aktorów, a w latach 80. za prezydentury Ronalda Reagana otrzymał stanowisko ambasadora USA w Meksyku. 
Był dwukrotnie żonaty. Od 1974 mąż aktorki i piosenkarki Constance Towers, wcześniej jego żoną była Cecily Evans, poślubiona w 1957, z którą miał dwie córki.
Zmarł 9 lutego 2018 we własnym domu w Beverly Hills w wieku 86 lat w otoczeniu rodziny.
W serialu Narcos: Meksyk w postać Gavina wciela się Yul Vazquez.

## Filmografia

### Filmy fabularne
- 1959: Zwierciadło życia (Imitation of Life) jako Steve Archer
- 1960: Psychoza (Psycho) jako Sam Loomis
- 1960: Powiew skandalu ( A Breath of Scandal) jako Charlie Foster
- 1960: Spartakus (Spartacus) jako Gajusz Juliusz Cezar
- 1960: Mroczne koronki (Midnight Lace) jako Brian Younger
- 1967: Na wskroś nowoczesna Millie (Thoroughly Modern Millie) jako Trevor Graydon
- 1967: Pedro Páramo jako Pedro Páramo[9]
- 1981: Historia świata: Część I (History of the World, Part I) jako Marche

### Seriale TV
- 1963: Spotkanie z Alfredem Hitchcockiem (The Alfred Hitchcock Hour) jako dr Don Reed
- 1965: Spotkanie z Alfredem Hitchcockiem (The Alfred Hitchcock Hour) jako Johnny Kendall
- 1971: The Doris Day Show jako dr Forbes
- 1977: Statek miłości (The Love Boat) jako Dan Barton
- 1978: Fantastyczna wyspa (Fantasy Island) jako Harry Kellino
- 1980: Hart to Hart jako Craig Abernathy
- 1981: Fantastyczna wyspa (Fantasy Island) jako Jack Foster